# Stars Dance
Stars Dance Es el primer álbum de estudio como solista, de la cantante y actriz estadounidense Selena Gomez. Hollywood Records lo publicó el 23 de julio de 2013 en los Estados Unidos y Canadá, y el 19 del mismo mes en países como el Reino Unido y Australia. Gomez coescribió algunos temas y contó con la colaboración de compositores y productores como Jacob Kasher Hindlin, Antonina Armato, Tim James, Rock Mafia, Stargate, Ammo, entre otros. El álbum incluye principalmente géneros tales como el pop, pop rock, dance, house, electrónica, teen pop y dubstep. La intérprete dijo que este sería su álbum más grande personalmente y que estaba orgullosa de él. De acuerdo con Gomez, las principales influencias del disco fueron Britney Spears, Skrillex y la película Spring Breakers (2012), protagonizada por ella misma.
Según Metacritic, el álbum tuvo una recepción mixta por parte de los críticos de música profesionales, y obtuvo 59 puntos sobre 100 sobre la base de sus críticas. Tim Sendra de Allmusic observó que «tiene un enfoque más eléctrico» que When the Sun Goes Down (2011), el último álbum de Gomez con su banda. Otros críticos elogiaron la madurez de la música de la cantante. Por otro lado, Stars Dance contó con buena recepción comercial, ya que alcanzó el número uno en países como Canadá, los Estados Unidos, México, Noruega y Taiwán. También alcanzó el top 10 en más de veinte listas, lo que lo convierte en el álbum mejor posicionado de la carrera de Gomez.
Para promocionar el álbum, la discográfica lanzó dos sencillos oficiales, que contaron generalmente con buena recepción. El primero de estos, «Come & Get It», alcanzó el número seis en la lista Billboard Hot 100, lo que lo convirtió en el primer sencillo de Gomez que logra ingresar al top 10 de dicha lista. Asimismo, alcanzó el número dos en la lista Pop Songs, el número seis en Canadá e Irlanda y el número ocho en el Reino Unido. «Come & Get It» también ingresó a las listas de países como Alemania, Australia, Austria, Dinamarca, Francia, Noruega, Nueva Zelanda, Suiza, entre otros. El sencillo también recibió dos nominaciones a los Teen Choice Awards de 2013, y resultó ganador en la categoría de mejor canción de rompimiento. De igual forma, su vídeo musical recibió una nominación a los MTV Video Music Awards en la categoría de mejor vídeo pop, la cual ganó. Su sucesor, «Slow Down», logró posicionarse en las listas de Austria, Canadá, los Estados Unidos, Francia e Irlanda.
La intérprete ofreció numerosas presentaciones como parte de la promoción del disco, entre las que se destaca su interpretación en los MTV Movie Awards de 2013, que atrajo la atención de la Sociedad Universal de Hinduismo, quienes señalaron que el vestuario utilizado era «insensible». También cantó en los Radio Disney Music Awards y Billboard Music Awards, así como en los programas Dancing with the Stars y Good Morning America. Para seguir promocionando el material, Gomez inició el Stars Dance Tour, con el que recorrió América del Norte y Europa. El 1 de agosto de 2013, Gomez recibió un premio en los Young Hollywood Awards por el álbum favorito de los fanes y por el tour más esperado, por el Stars Dance Tour.

## Antecedentes y lanzamiento
| «Quiero ser capaz de escribir acerca de cosas [de las que] nunca había hablado antes y contar una historia con este álbum porque no he tenido tiempo de hacer eso. Nunca había trabajado en una canción por más de dos días». —Comentario de Selena Gomez sobre la composición del álbum. |

En febrero de 2012, Selena Gomez anunció que Selena Gomez & the Scene se separaría temporalmente, con el fin de que la vocalista se enfocara en su carrera actoral. En abril del mismo año, cuando Gomez finalizó el rodaje de la película Spring Breakers y comenzó el de Getaway, Jason Yang, productor de Rock Mafia, dijo que esta ya se encontraba en proceso de grabación de su nuevo disco. Posteriormente se reveló que Justin Bieber escribió y produjo canciones que aparecerían en el álbum, las cuales fueron mostradas al productor Will.i.am, quien les dio una crítica positiva. Durante el año, Gomez comentó que quería colaborar con Taylor Swift, Justin Timberlake y la agrupación Fun para el álbum, y dijo que quería trabajar con diferentes estilos de música. Durante una entrevista con E! News, Gomez dijo que el disco sería «realmente divertido» y agregó que:

«Va a ser más de algo que la gente podrá decir [...] Al final del día, solo hago mi música porque quiero que sea realmente divertida, y si pudiera tener personas bailándola, relacionándose con ella, pasando un buen momento, eso es todo lo que quiero».

En junio de 2012, Gomez expresó que «extrañaba hacer música», así como también comentó que: «Creo que este álbum será el más grande para mí personalmente». A finales del mismo mes, Rock Mafia lanzó un adelanto de «My Dilemma 2.0», versión remezclada de «My Dilemma», la cual estaba programada para ser lanzada como sencillo. Sin embargo, semanas después se informó que Hollywood Records no autorizó el lanzamiento del tema por razones desconocidas. Finalmente, Ryan Seacrest reveló el 14 de noviembre de 2012 que el álbum se publicaría en marzo del año siguiente.
A finales del 2012, la cadena de televisión canadiense MuchMusic incluyó al álbum en su lista de los «10 álbumes pop más esperados del 2013». Asimismo, E! Online lo incorporó en su lista de los «álbumes más esperados de 2013». Idolator también lo agregó a su lista de los «13 álbumes pop más esperados del 2013», donde ubicó el puesto número diez, superando a Heartthrob de Tegan & Sara, I Am Not a Human Being II de Lil Wayne y Paramore de Paramore.
El 19 de enero de 2013, Selena Gomez & the Scene realizó un concierto benéfico en Nueva York para la UNICEF, la primera presentación en vivo de la agrupación en más de un año. Allí, la vocalista comentó: «Creo que para mí fue interesante ver hacia el centro de mí grabando el disco, un gran cambio me ocurrió y fue increíble ver cómo apliqué eso a la música, porque nunca había hecho eso antes y es genial». También agregó que mientras se hacía mayor quería compartir su «versión de las historias tanto como pueda» y que Taylor Swift sirvió como influencia para el disco. Más tarde, anunció que el primer sencillo del álbum se lanzaría en marzo. El 28 de enero, Gomez publicó en su cuenta de Twitter una foto de ella en el estudio de grabación de Rock Mafia, junto al mensaje: «It's a sad, sad serenade» —en español: «Es una triste, triste serenata»—, lo que hizo que los medios especularan que lanzaría una canción llamada «Sad Serenade», y que esta hablaría sobre su pasada relación con Justin Bieber. El 28 de febrero del mismo año, Gomez publicó en su cuenta de Twitter oficial que todas las canciones del disco ya habían sido seleccionadas, dando a entender que se publicaría cerca de esa fecha.

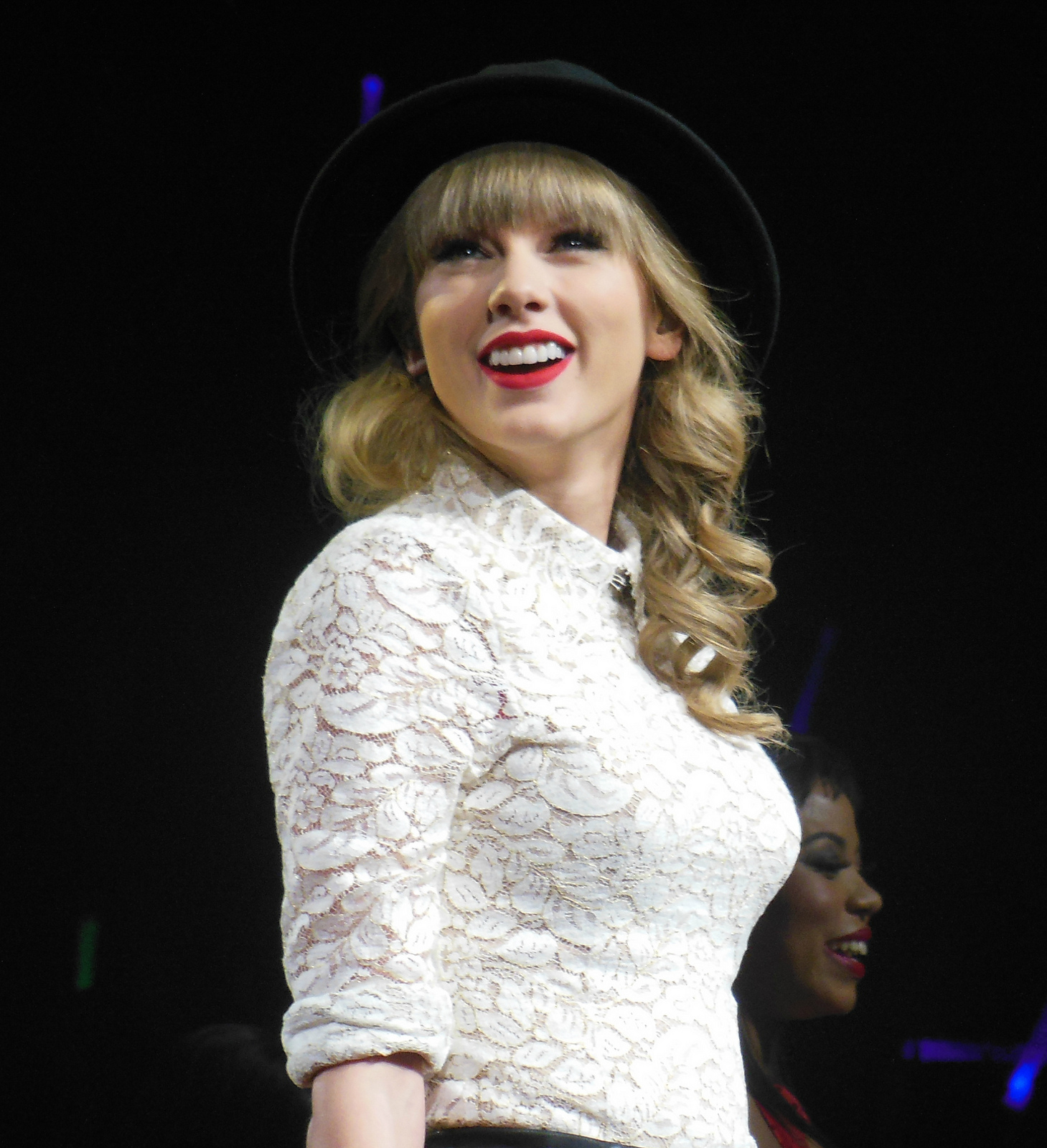
Taylor Swift también fue una influencia para el álbum.

El 5 de marzo, se filtraron fotos de la vocalista filmando un supuesto vídeo musical con distintos atuendos, y al día siguiente, Rock Mafia confirmó que estaban mezclando una nueva canción llamada «Love Will Remember». En una entrevista con la revista Teen Vogue, Gomez aclaró que las fotografías no eran para un vídeo musical, sino para una sesión de fotos. En la misma entrevista, dijo que sería un divertido disco pop, y que estaba influenciado por Ellie Goulding. También dijo que: 

«Hice un enorme [y] divertido disco dance [del cual] estoy orgullosa. Llegué a grabar veinte o más canciones geniales y a trabajar con un puñado de diferentes productores y todos son realmente divertidos [...] Es un disco pop muy divertido. Estoy súper emocionada por eso».

Antes del lanzamiento del álbum, hubo rumores de que el primer sencillo de este contaría con la participación de Taylor Swift, lo cual Gomez negó en una entrevista. También comentó que Britney Spears, Skrillex y la película Spring Breakers (2013), protagonizada por ella misma y dirigida por Harmony Korine, influenciaron significativamente al disco. El 11 de marzo, el sitio The Wall Street Journal afirmó que el álbum no contaría con la presencia de la banda de Gomez, lo que lo convertiría en su primer álbum como solista, a pesar de que en los tres discos anteriores del grupo las apariciones de esta fueron escasas. El 25 de marzo, la cantante actualizó la portada de su página oficial de Facebook, así como también su cuenta en Twitter con imágenes de Spring Breakers desgarradas, que dejaban ver por debajo partes de la portada de «Come & Get It». Simultáneamente, al día siguiente actualizó las imágenes de sus redes sociales, revelando otra parte de la portada del sencillo. Finalmente, mostró la portada completa el 27 de marzo, y dijo que se lanzaría el 8 de abril. En una entrevista con MTV, reveló que grabó aproximadamente veintitrés canciones en total, y seleccionó once para incluirlas en el álbum. Allí mismo, dijo que quería que fuera «un nivel diferente» para ella.
El 15 de abril Gomez anunció que iniciaría su primera gira mundial como solista, llamada Stars Dance Tour, y publicó las fechas en su página oficial. En una entrevista, Jason Evigan, un colaborador del álbum, dijo que «su disco es realmente genial. Es un muy fuerte disco dance y es muy genial [...] Creo que la llevará al siguiente nivel también. Todo el material que he oído ha sido realmente, realmente genial». Evigan añadió que el álbum tiene una vibra de Jennifer Lopez y dijo que: «Ella [Gomez] tiene algunas influencias étnicas geniales, como bailes de tambores tribales y cosas así. Siento que ella va a ser como una nueva Jennifer Lopez». En una entrevista con la revista InStyle, Gomez finalmente reveló que el disco se llamaría Stars Dance. En un encuentro con Walmart Soundcheck, explicó por qué llamó al álbum Stars Dance: 

«La razón por la que nombré al álbum Stars Dance es porque esa ["Stars Dance"] era una de mis pistas favoritas del álbum... Cuando grabé la canción sabía que era realmente especial y ese iba a ser un gran momento en la gira y simplemente creí en esa canción».

El 3 de junio, la cantante realizó un live chat en su canal oficial de YouTube, allí, reveló diversos detalles sobre Stars Dance, incluyendo su lista de canciones y dijo que se lanzaría el 23 de julio de 2013. Hollywood Records lo lanzó el día previsto en países como los Estados Unidos y Canadá, y lo publicó el 19 de julio en países como el Reino Unido y Australia.

## Contenido musical
Entre los compositores del álbum se encuentran Jacob Kasher Hindlin, Mike Del Rio, Crista Russo, Lindy Robbins, Julia Michaels, Niles Hollowell-Dhar, David Kuncio, Freddy Wexler, Antonina Armato, Tim James, Adam Schmalholz, Leah Haywood, Dan James, Mark Myrie, Bebe Rexha, Leroy Sibbles, Peter Thomas, Ester Dean, Mikkel S. Eriksen, Tor Erik Hermansen, Jason Evigan, Clarence Coffee Jr., Alexander Izquierdo, Jordan Johnson, Stefan Johnson, Marcus Lomax, Mitch Allan, Livvi Franc, Jai Marlon, Heather Jeanette Miley, Arnthor Birgisson, Rome Ramirez, Desmond Child, David Jost, Toby Gad, Jeremy Coleman y la misma Gomez. Algunos de estos también se desempeñaron como productores del disco, junto a otros como Dreamlab, Rock Mafia, The Cataracs, Stargate, The Monsters & Strangerz, theSUSPEX, JMIKE, Ammo y Dubkiller. Musicalmente, abarca géneros tales como el pop, el pop rock, el dance, el house, la electrónica, el teen pop y el dubstep. El álbum inicia con «Birthday», la primera canción grabada para el álbum. Esta tiene un ritmo electro punk y una vibra similar a la de «Hollaback Girl» de Gwen Stefani. Según Jim Farber de New York Daily News, tiene el «sentido malcriado» y el estilo escandaloso de «I Love It» de Icona Pop. Glenn Gamboa de Newsday dijo que: «"Birthday" es una canción decente, pero no funciona para Gomez, quien no puede manejar bien la descarada y animada [canción]». El tema también incluye, según Caryn Ganz de Rolling Stone, «16 segundos de lo que seguramente suena como sexo disimulado». Su letra habla básicamente sobre una fiesta de cumpleaños. «Slow Down» es un tema dance pop lleno de vida con un estribillo dubstep. Este también tiene un ligero sonido de guitarra y al final cuenta con un verso hablado. Líricamente, «Slow Down» es una canción provocativa, y según la web Hollywood Life es una de las más pegadizas del disco. El tema que titula al álbum combina el dubstep con la orquesta y es el «más oscuro» del disco. «Stars Dance» tiene «capas y capas» de otros sonidos, y según Love Is Pop el estribillo es como una «wiccan lazando un poderoso hechizo de amor». La intérprete describe al tercer tema del disco como «algo sensual de cierto modo, de una manera muy hermosa» y dijo que tiene un «tacto suave».
El tema siguiente, «Like a Champion», tiene un ritmo dancehall e influencias reggae. La cantante comentó que en la pista «quería un ambiente español, pero un poco de estilo reggae. Te hará sentir como si quisieras ir a Jamaica o América del Sur». «Like a Champion» trata sobre «saber quién eres, amarte a ti mismo, tener confianza y vivir al máximo» y contiene una muestra de «Champion» (1995) de Buju Banton en su estribillo. «Come & Get It» combina un «ritmo bhangra con una vibra de club y un puente de ensueño». Su letra habla acerca de un altibajo en una relación y la montaña rusa que relata. Gomez dijo que con este tema quería crear algo «divertido, atrevido y juguetón pero inesperado». También añadió que es «casi tribal» y que sorprendería a las personas de una buena forma. «Come & Get It» tiene un ritmo isleño y presenta influencias de la cantante Rihanna. El sexto tema del disco, «Forget Forever», habla sobre una «relación pasada que se volvió amarga» y «mirar hacia atrás en una relación pasada y reconocer que lo que tenías era bueno, pero ahora estás avanzando». La intérprete comentó que: «Es una hermosa canción. Tiene un significado detrás de ella y fue muy especial en el estudio. Tuve que estar con los compositores y simplemente disfruté estar en ese momento. Esa fue una canción emocional muy divertida de cantar para mí pero solo quería bailar luego de lanzarla porque sentí que quería liberar ese sentimiento que tenía y es una hermosa canción. Va a ser uno de mis himnos y no puedo esperar para interpretarla en la gira». El siguiente tema, «Save the Day», tiene influencias del pop latino y el dubstep. Habla sobre «capturar una noche que no quieres dejar ir. Quieres guardar este día, y nunca olvidarlo». Gomez dijo que este «tiene una sensación de guitarra española. Soy latina, así que amo esa vibra, ¿alguna vez has tenido momentos que no quieres que terminen? he tenido esos momentos. Se trata de guardar esos momentos y nunca querer que se vayan».
La octava pista, «B.E.A.T.», «es urbana, sexy y tiene un estilo hip hop». Según Elisabeth de The Lol Phase, a la primera escuchada suena mucho como «Bass Down Low» de Dev. La intérprete comentó que: «La canción es genial y la letra es estupenda, pero fue más como que "No puedo esperar para cantar esta canción en el escenario porque me encanta la forma en la que me siento cuando escucho este sonido"». «Write Your Name» es una «femenina canción de amor sobre un crush» y habla sobre enamorarse de alguien y querer estar con esa persona. Respecto a esta, Gomez dijo que: «Está este sentimiento que toda chica tiene cuando estás enamorándote o crees que estás enamorándote. De eso es lo que trata la canción». «Undercover» es «misteriosa y mítica» y líricamente trata sobre «mantener a alguien que le gusta [a Gomez] en secreto». La intérprete comentó que es su canción favorita en el disco y añadió que: «Nunca he tenido la confianza para hacer diferentes cambios de melodía. Eché a perder una gran cantidad [mientras grababa] esta». La versión estándar finaliza con «Love Will Remember», la canción «menos dance» del álbum. El tema es una «conmemoración pacífica de un amor perdido» y Gomez confirmó que trata sobre su exnovio, Justin Bieber. La edición de iTunes contiene dos temas adicionales, «Nobody Does It Like You» y «Music Feels Better», ambos coescritos por Gomez. El primero de estos tiene un ritmo rápido con letras «de buen gusto», además tiene mezclas entre ritmos como el dubstep, electro-pop, y llegando en su fabuloso clímax (el coro) un ritmo un tanto parecido a B.E.A.T otra canción del álbum, mientras que la segunda es «una pista preciosa, rodeada de ritmos pop típicos [...] Es peculiar y divertida, como las canciones anteriores "Slow Down" y "Stars Dance"». «Lover In Me» y «I Like It That Way» están incluidas únicamente en una versión lanzada para Target. La primera, coescrita por Gomez, comienza con guitarras suaves y posteriormente el ritmo crece con más guitarras y batería, y la segunda tiene «más letras que gotean en el bubblegum pop».

## Recepción

### Comentarios de la crítica
Stars Dance recibió comentarios tanto positivos como negativos por parte de los críticos musicales. Según Metacritic, acumuló 59 puntos sobre 100, basándose en críticas profesionales. Tim Sendra de Allmusic le otorgó tres estrellas y media de cinco y comentó que en comparación a When the Sun Goes Down (2011), el último álbum de Gomez con su banda, Stars Dance tiene un enfoque más eléctrico. Asimismo, añadió que: 

«Gomez y su equipo de compositores y productores no se alejan mucho de la pista de baile y de las [fiestas], y estas son las canciones más fuertes del álbum. Es difícil resistirse a los ritmos que saltan, sintetizadores brillantes, y la voz alegre de Gomez en pistas como "Slow Down", "Undercover" y "Save the Day". Incluso cuando está lamentando su mayor rompimiento de corazón, como en la estruendosa [canción] "Forget Forever" o la galopante "Write Your Name" es difícil no querer [bailar] en la pista de baile. La única canción triste que te hace querer parar y llorar un poco es la desanimada "Love Will Remember". Al igual que en sus anteriores álbumes, sin embargo, hay algunas sorpresas esta vez. No es que una canción influenciada por el dubstep en 2013 sea realmente impresionante, ya que hasta los comerciales de tejidos tienen un sonido dubstep, pero [...] la malhumorada canción que titula al álbum, al menos hace un trabajo decente al incluir los ondulantes bajos y el estruendoso tempo en el mundo de Gomez [...] "B.E.A.T." es un montón de diversión, las tablas añaden un buen toque místico a "Come & Get It" y de alguna manera ella no suena completamente ridícula imitando a Buju Banton en la [canción] dancehall "Like a Champion"».

Para finalizar su revisión, Sendra dijo que: «Gracias a las canciones fuertes, la voz fuerte y confiable de Selena, y la variedad de sonidos, se suma para ser otra buena entrada en su catálogo y otro ejemplo de por qué Selena Gomez es una de las mejores estrellas pop que hace música en 2013». Andrew Hampp de la revista Billboard le dio 78 puntos sobre 100, y dijo que Stars Dance es «una colección de 11 canciones pop producidas que muestran a Gomez probándose en una serie de diferentes personalidades con su voz todavía ligera. El primer sencillo "Come & Get It" es uno de los varios intentos de la marca el mundo del pop de Rihanna [...] "Birthday" y "B.E.A.T." la muestran probando el estilo EDM de Dev, y la canción que titula al álbum es un guiño a Skrillex». Marc Hirsh de Boston Globe comentó que: «El zumbante [disco] Stars Dance es un movimiento seguro pero no agresivo a un campo de juego pop más adulto. Al igual que su predecesor When the Sun Goes Down es ingrávido pero divertido. Gomez no muestra mucha personalidad, gracias en parte a tantas canciones que hacen referencia a otros creadores de éxitos como Nicki Minaj —[en la canción] "B.E.A.T."— y Rihanna —tanto en la torpe estruendosa [canción] dancehall "Like a Champion" como en el extremo superior "Come & Get It"». Sin embargo, dio una crítica positiva de canciones como «Stars Dance» y «Forget Forever» y dijo que estas representan sólidamente al álbum. Ron Harris de Huffington Post escribió una reseña neutral en la que comentó que: «Artísticamente, hay muy poco de Selena Gomez aquí. Esto no es más que el barniz de Selena Gomez, la apariencia de la estrella pop colocada encima de un esfuerzo musical regular. Hay letras ligeramente emocionales que parecen hacer referencia a su romance de alto perfil con su ex Justin Bieber, pero son cosas superficiales y menos reveladoras». También, dijo que «Come & Get It» es «lo mejor que ofrece» el álbum y que «Gomez podría ser una persona increíblemente talentosa e interesante con mucho que ofrecer artísticamente, pero nunca lo vamos a descubrir a este ritmo».

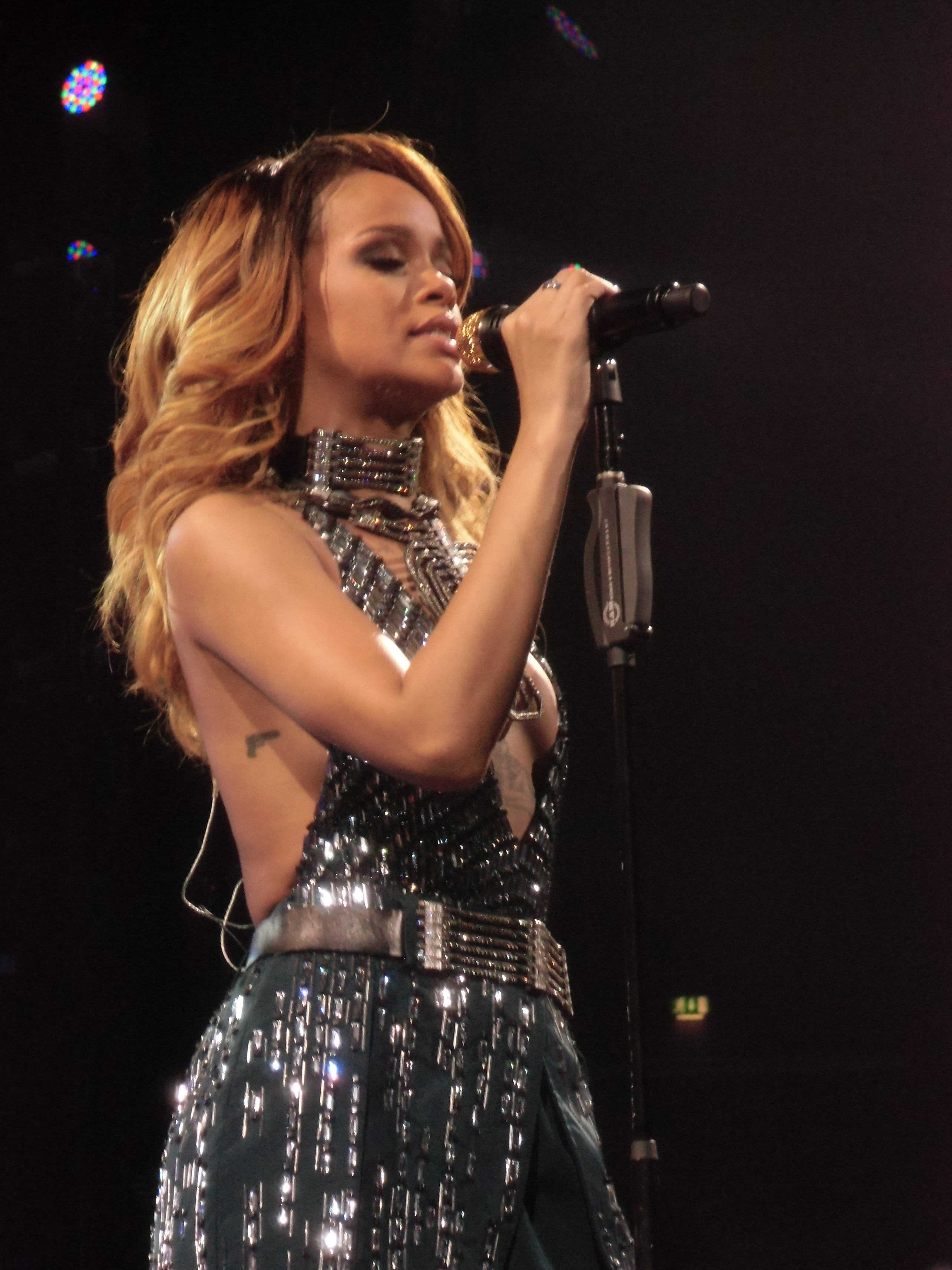
Diversos críticos dijeron que canciones como «Like a Champion» y «Come & Get It» están influenciadas por la cantante barbadense Rihanna.

Sam Lansky de Idolator dijo que el disco se apropia de un género como el bhangra a otro como el dancehall mientras se mantiene en un hilo conductor de pop. También, añadió que: «No se siente como una declaración artística, tampoco parece un conjunto coherente; no importa. Sus admiradores estarán satisfechos. Las canciones continuarán demoliendo las listas de dance, con toda probabilidad. Todo el mundo gana». August Brown de Los Angeles Times dijo que las producciones de Stars Dance «se basan en el modo predeterminado pop EDM de hoy, [pero] "Slow Down" es muy capaz y [la canción] bhangra "Come & Get It" es suficientemente inocente para funcionar». El sitio web Muumuse dijo que Stars Dance «llegó a tiempo para convertirse en el álbum del verano» y le otorgó cuatro estrellas de cinco. Por otro lado, el mismo sitio web dijo que el álbum es la versión de Gomez de In The Zone (2003) de Britney Spears, por su «transición a la edad adulta, la nueva confianza y el dominio de su sexualidad, y por supuesto, se trata de una ruptura muy pública con un chico muy popular llamado Justin». Glenn Gamboa de Newsday comentó que: «Es increíble la cantidad de diferentes estilos musicales que Gomez intenta que realmente no se adaptan a ella [...] Más preocupante, sin embargo, es la frecuencia con que sus productores creen que la voz de Gomez suena mejor altamente procesada y aplanada en el anonimato, sobre todo en "Write Your Name" y "Music Feels Better"». Para finalizar su revisión, Gamboa dijo que: «Stars Dance tiene sus momentos, como los sencillos "Come & Get It" y el espectáculo de "Slow Down", pero sobre todo se siente desganado y demasiado desenfocado para un jugador de la franquicia como Gomez». Jim Farber de New York Daily News escribió que: 

«Como una estrategia comercial, no es malo, sobre todo porque Gomez no ha dado ninguna señal de tener un estilo musical propio. Sus tres discos anteriores eran coacreditados con una banda llamada The Scene. Pero la "banda" nunca sonó como más que funcionarios de estudio, siguiendo las órdenes de un productor de control. [...] Las canciones cuentan con la puñalada necesaria de sintetizadores, dispensados tan predeciblemente como las [canciones] dubstep de Skrillex. Incluso hay una [canción] para después de la fiesta con un poco de Bollywood en el éxito "Come & Get It". Las canciones también cuentan con un escalofrío de relaciones sexuales anteriormente ausentes en los trabajos de la cantante niña buena».

Caryn Ganz de la revista Rolling Stone condecoró al álbum con tres estrellas de cinco, y comentó que: «Stars Dance es su primer álbum sin su banda, The Scene, y el primero en presentar sonidos orgásmicos, véase "Birthday", con 16 segundos de lo que suena seguramente como sexo simulado. Pero aunque asiente con la cabeza al estilo de Rihanna y la rutina de Britney, este es el sonido de Gomez deslizándose con gracia a la edad adulta. Sus productores finalmente le dan canciones más estrictas: "Slow Down" está lista para remezclar y "Forget Forever" es una [canción] lacrimógena digna de la ruptura más blogueada de 2013». Por otro lado, Kyle Fowle de Slant Magazine le otorgó una estrella de cinco, y escribió una crítica negativa en la que expresó: «Este año ha sido una fiesta de presentación de personas para Selena Gomez. Al igual que Britney y Christina [lo hicieron] antes que ella, está experimentando una transformación muy controlada de artista adolescente a artista decididamente más madura. En los talones de su papel protagónico en la atrevida [película] de Harmony Korine, Spring Breakers, el cambio de imagen de Gomez continúa con su nuevo álbum, Stars Dance. Juzgando únicamente su intento de comercializar a la cantante a una audiencia ligeramente mayor que su base en Disney Channel, el álbum se puede calificar como un éxito, ya que cuenta con un sonido más duro y más afilado que el de sus anteriores esfuerzos, por cualquier otro lado, es un disco flojo, hinchado y en ocasiones ofensivo que carece de cualquier residuo de personalidad o creatividad». 
Caroline Sullivan de The Guardian le dio al disco tres estrellas de cinco, y expresó también que tiene una cualidad que recuerda a Britney Spears. También dijo que en el primer tema del álbum «Gomez no logra imponer ni un rastro de personalidad [...] Pero eso no es impedimento para disfrutar del resto de la grabación». Al igual que otros críticos, Sullivan comentó que temas como «Like a Champion» están influenciados por Rihanna, y añadió que Gomez está excavando en el terreno dance pop de Beyoncé. Simon Price de The Independent escribió que: «Stars Dance es nominalmente de Selena Gomez, la actriz de Disney de 21 años y novia de Bieber, pero en realidad podría ser de cualquier persona. Consiste en lo estándar, supermercado de marca propia, sexpop de Britney, este álbum se le ha dado para usar, igual que un estilista dándole un traje para una sesión de fotos. Incluso teniendo en cuenta estos hechos, es un disco pop, lo que significa que una canción matadora redimiría todo. Como era de esperar, esta nunca llega». Hermione Hoby de The Observer dijo que gran parte del álbum suena como «canciones que Rihanna rechazó» y le otorgó dos estrellas de cinco. Brian Mansfield de USA Today escribió que: 

«En cuatro años, Selena Gomez ha pasado de ser una joven actriz que abarca canciones con la palabra "magia" en ellas para la banda sonora de Wizards of Waverly Place a una artista líder de las listas de éxitos con una floreciente carrera en largometrajes. Como "Come & Get It", el sencillo líder de Stars Dance ha mostrado, Gomez está haciendo la música más viable comercialmente ahora, pero sigue siendo tan buena como sus productores, que ahora incluyen a Rock Mafia, Stargate y The Cataracs. El sonido dance pop que han construido para ella trae un montón de elementos externos, como bhangra, dancehall y dubstep».

### Recibimiento comercial
Stars Dance tuvo una recepción comercial generalmente positiva, y se convirtió en el álbum mejor posicionado de la carrera de Gomez, tomando en cuenta los tres anteriores lanzados junto a Selena Gomez & the Scene. En los Estados Unidos debutó en el puesto número uno de la lista Billboard 200, al vender 97.000 copias. Con esas mismas ventas, destronó a Magna Carta... Holy Grail de Jay Z, que llevaba dos semanas en el primer puesto. Estas también fueron las mejores ventas debut de cualquier álbum de Gomez, considerando que Kiss & Tell (2009) y A Year Without Rain (2010) debutaron con alrededor de 66.000 copias, y When the Sun Goes Down (2011) con 78.000. Gomez se convirtió en la artista más joven en debutar en el número uno desde que Taylor Swift logró esta misma hazaña con Speak Now, en 2010. Stars Dance fue el primer álbum de una artista femenina de 2013 en alcanzar el número uno en el conteo Billboard 200, aunque Red (2012) de Taylor Swift lo consiguió en enero del mismo año. En la lista Digital Albums también alcanzó el primer puesto, así como en Canadá, Noruega y Taiwán, en todos estos se convirtió en el primer número uno de la intérprete. A solo un mes de su lanzamiento, obtuvo un disco de oro en Canadá por parte de la CRIA, que certifica 40.000 copias vendidas. En Oceanía también tuvo buena recepción, en Australia obtuvo el número ocho y en Nueva Zelanda el cinco. En el Reino Unido llegó al puesto número catorce, en Escocia al trece y en Irlanda al nueve.
Para julio de 2015, había vendido 392.000 copias solo en los Estados Unidos.
Por otro lado, De her dage de Marie Key y Desfado de Ana Moura evitaron que debutara en el número uno en Dinamarca y Portugal, respectivamente, por lo que solo llegó al número dos. En el último de estos recibió un disco de platino, por vender aproximadamente 15.000 copias. Stars Dance también alcanzó el número tres en Croacia, número cuatro en Alemania, España e Italia, número cinco en la región Flandes de Bélgica y Polonia, número seis en Austria y Suiza, número siete en Brasil, número ocho en Francia y diez en la región valona de Bélgica y los Países Bajos. De igual forma alcanzó las posiciones número dieciséis, diecisiete, dieciocho y diecinueve en Hungría, Finlandia, República Checa, y Grecia, respectivamente. En Suecia alcanzó el número cuarenta y seis, lo que lo convirtió en el primer disco de Gomez que logra ingresar a su lista. En total, el álbum fue top 10 en aproximadamente veintitrés listas, top 20 en cinco, y top 40 en otras dos.

## Promoción

### Sencillos

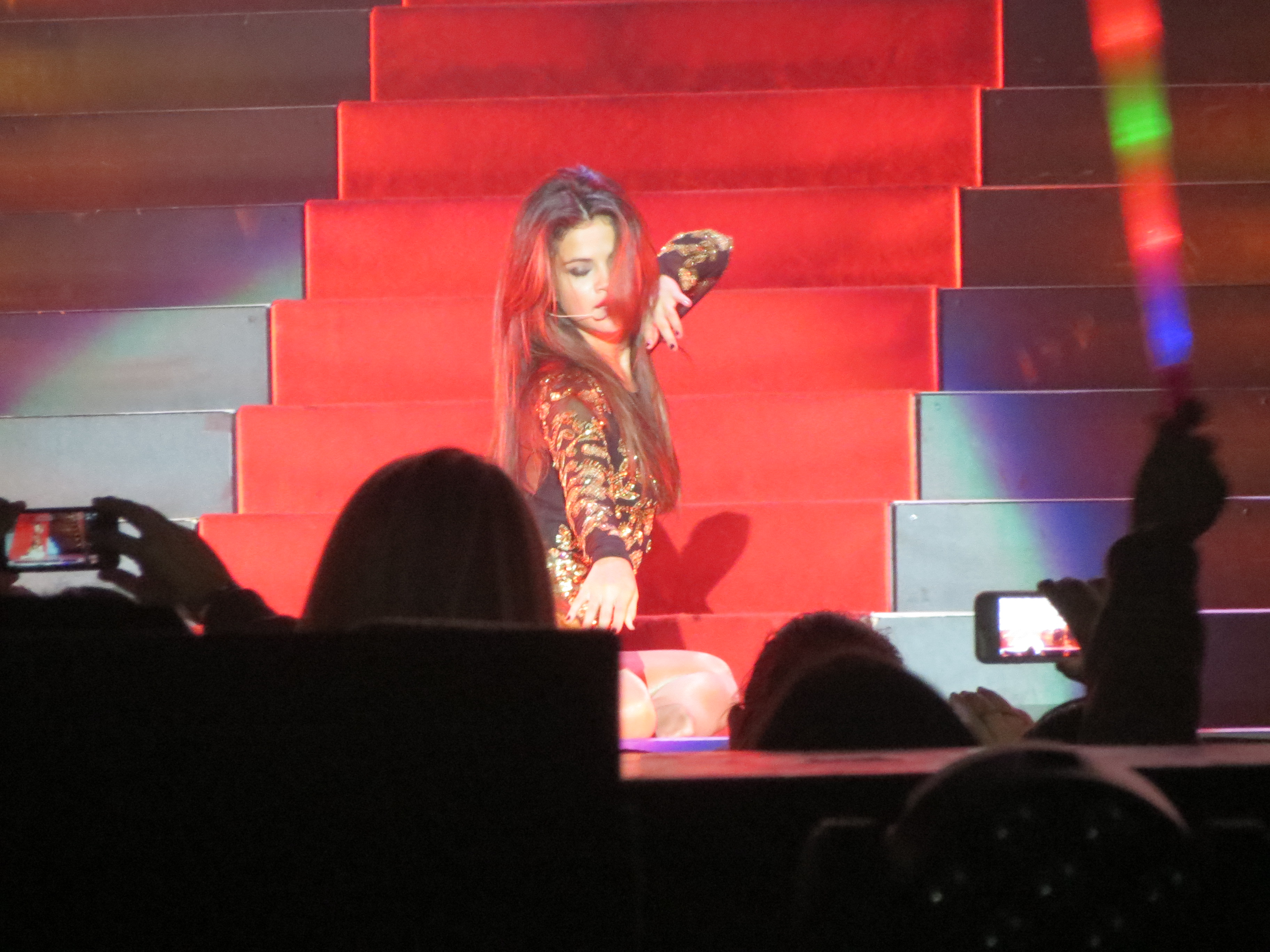
Gomez cantando «Come & Get It» en el Stars Dance Tour, noviembre de 2013.

En una entrevista, Gomez anunció que el primer sencillo se llamaría «Come & Get It», y que se lanzaría en abril, a pesar de que antes se había revelado que se publicaría en marzo. Luego, se anunció que se lanzaría el 8 de abril de 2013, sin embargo, se filtró en Internet el 6 del mismo mes, por lo que Ryan Seacrest la publicó el mismo día en su página oficial y Hollywood Records la lanzó en los Estados Unidos el 9 del mismo mes. Este contó con una recepción comercial positiva. En los Estados Unidos alcanzó la posición número seis de la lista Billboard Hot 100, lo que la convierte en la primera canción de la intérprete que logra ingresar al top 10 de dicho conteo. También logró posicionarse en las listas de diversos países como Austria, Canadá, Dinamarca, Francia, Nueva Zelanda, Suiza, entre otros. Por otro lado, su recepción crítica fue mixta. Kyle Anderson de Entertainment Weekly la describió como «fácil y fresca» y dijo que tiene un toque de reggae, mientras que Bradley Stern de Muumuse dijo que es «bastante monótona». También, recibió diversas comparaciones con el estilo de la cantante Rihanna. «Come & Get It» recibió dos nominaciones a los Teen Choice Awards de 2013 en las categorías de mejor sencillo de una artista femenina y mejor canción de ruptura, perdió el primero de estos ante «Heart Attack» de Demi Lovato, pero ganó el segundo. Asimismo, el vídeo del sencillo ganó el premio a mejor vídeo pop en los MTV Video Music Awards de 2013, categoría en la que competía con «Locked Out of Heaven» de Bruno Mars, «Mirrors» de Justin Timberlake, «Carry On» de Fun y «We Can't Stop» de Miley Cyrus. Este fue el primer premio obtenido por Gomez en dicha ceremonia.
Gomez reveló el siguiente sencillo, «Slow Down», el 3 de junio durante un live chat en su canal oficial en YouTube. Ese mismo día publicó el audio oficial de la canción en su cuenta VEVO de YouTube. Este tuvo menos promoción, así como también una recepción menor, ingresó a las listas de países como Austria, Canadá, los Estados Unidos, Francia e Irlanda. A pesar de su éxito moderado, recibió buenas críticas; el sitio web Direct Lyrics dijo que el tema «es puro fuego, épico y muy vivificante. El ritmo es matador, el estribillo es para morirse, y las dulces y frágiles vocales de Selena realmente funcionan bien con la canción». Philip Andelman dirigió el vídeo musical de «Slow Down», cuya filmación se llevó a cabo en París, Francia.

### Gira

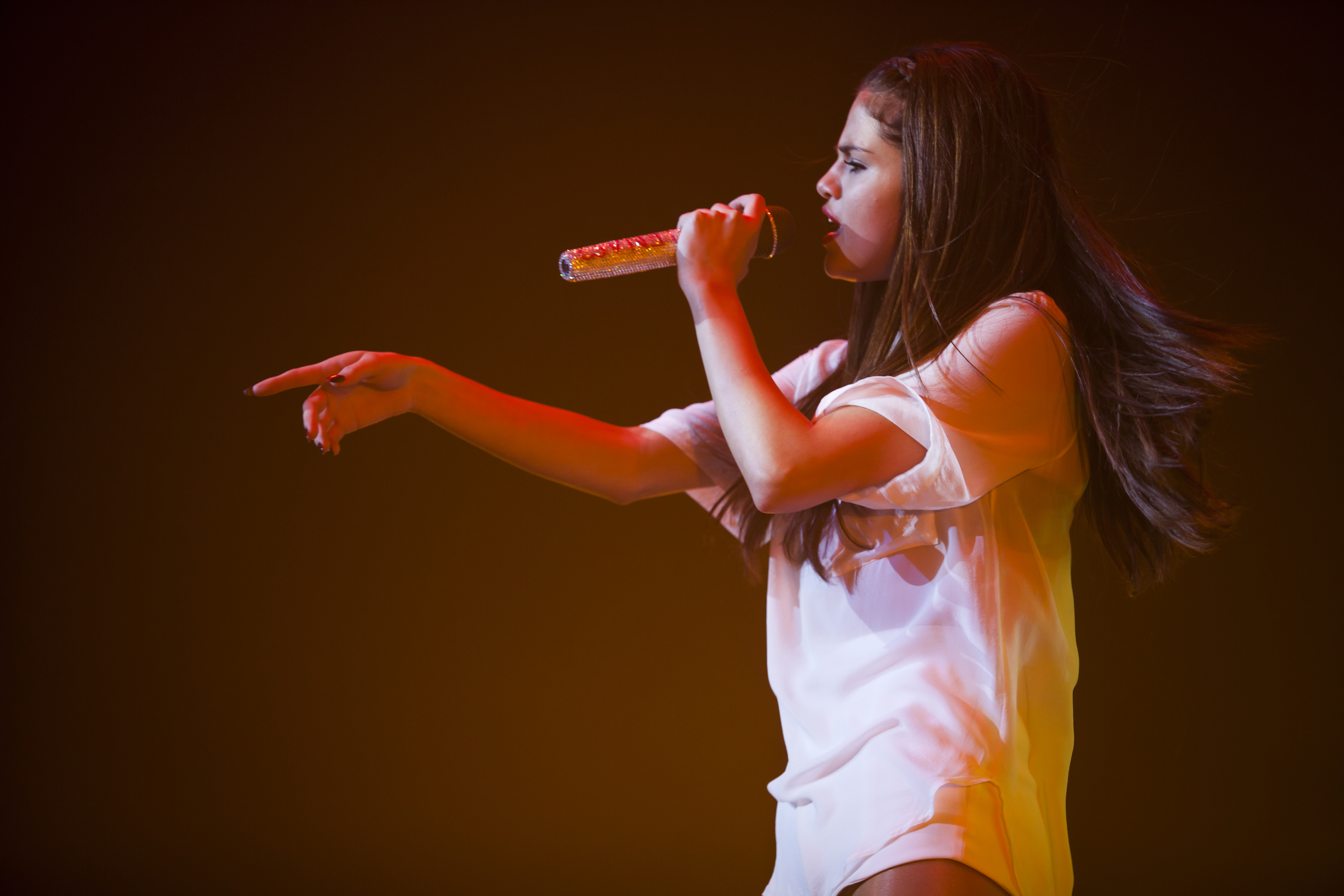
Gomez cantando en el Stars Dance Tour en Noruega, septiembre de 2013.

El 15 de abril de 2013, Gomez anunció en el programa On Air with Ryan Seacrest que se embarcaría en una gira mundial llamada Stars Dance Tour para promocionar su primer álbum como solista. Allí mismo, anunció que las fechas en América se llevarían a cabo desde el 10 de octubre hasta el 20 de noviembre y que las entradas estarían disponibles en su página web desde el 20 de abril. También, comentó que:

«Va a ser un show más grande. Estoy emocionada. He estado bailando mucho y solo quiero entretener a la gente y estoy super feliz [...] Extrañaba cuando los shows solían ser solo sobre el baile y la presentación en contraposición a lo grande y elaborados que son los escenarios [ahora] así que quiero volver a eso. Mis favoritas eran Britney [Spears] y Janet Jackson así que quiero que sea un poco más de baile y hacerlo sobre entretenimiento y sobre el show y las canciones en lugar de cuán grande son los efectos y el escenario».

Asimismo, añadió que: «En este tour quería contar una historia. Va a ser realmente divertido. Debido a cada canción en este disco, que por cierto, voy a cantar cada canción del disco en el escenario, algo que nunca he hecho antes. Pero eso es lo mucho que me apasiona sobre este disco y amo las canciones que he grabado. Debido a que llegarás a notar los diferentes sonidos y espero que disfrutes que son un poco diferentes, quiero contar una historia por eso. Voy a tener momentos y segmentos en el show. Va a haber una gran cantidad de contenido de vídeo en el espectáculo y mucha más coreografía». La gira contó con la boy band Emblem3 como invitados especiales en todas las fechas de Norteamérica.

### Interpretaciones en directo
Gomez interpretó «Come & Get It» por primera vez en los MTV Movie Awards, el 14 de abril de 2013. La intérprete dijo que estaba «muy feliz» por esta presentación, y comentó que trataría de hacer cosas que nadie ha visto en ella antes y llevarla «al siguiente nivel». Además, dijo que su presentación favorita de cualquiera de los premios de MTV fue la de «I'm A Slave 4 U» de Britney Spears en los MTV Video Music Awards 2001, y que esta influenció a la suya en los MTV Movie Awards. Durante su interpretación, usó un vestido de color rojo combinado con accesorios de oro y realizó una coreografía de vientre junto a un grupo de bailarines. Chris Payne de la revista Billboard destacó a la presentación como el momento más memorable de la ceremonia. El vestuario utilizado por Gomez en dicha presentación atrajo la atención de la Sociedad Universal de Hinduismo, quienes exigieron una disculpa por parte de Gomez, debido a que consideran su traje «insensible». Respecto a esto, el religioso hindú Rajan Zed comentó:

«El bindi en la frente es una antigua tradición en el hinduismo y tiene un significado religioso. También se le refiere a veces como el tercer ojo y la llama, y es un símbolo espiritual y propio de la religión. No está destinado a ser lanzado libremente para los efectos seductores o como un accesorio de moda apuntado a la codicia mercantil. Selena debería disculparse y luego debería familiarizarse con los conceptos básicos de las religiones mundiales».

Como respuesta, Gomez dijo que su objetivo era solo «traducir» la sensación de la canción, y añadió que se estaba tomando su tiempo para estudiar la cultura hindú, la cual describió como «hermosa». El 15 del mismo mes, Gomez asistió al programa The Ellen DeGeneres Show para una entrevista y cantó el tema. Al día siguiente, lo presentó en el programa Dancing with the Stars con un vestuario y una coreografía similar a la de su presentación en los MTV Movie Awards. El 24 de abril la cantó en The Late Show with David Letterman con un vestido negro ajustado, botas hasta la rodilla y nuevamente un bindi en la frente. Al día siguiente, presentó el tema junto a «Love You like a Love Song» en el evento MTV Upfronts, celebrado en el Beacon Theatre, Nueva York. El 27 de abril, la interpretó con un vestido de color azul en los Radio Disney Music Awards, donde también fue presentadora y obtuvo el galardón de mejor artista femenina. Gomez la cantó nuevamente en los Billboard Music Awards de 2013, celebrados el 19 de mayo del mismo año. El 26 del mismo mes la presentó en el programa británico The Graham Norton Show, donde utilizó un vestuario de color negro. El 29 de junio lo interpretó junto a «Slow Down» en el evento de Macy's para celebrar el 4 de julio. Luego, presentó «Slow Down» en el programa Tonight Show with Jay Leno, el 21 del mismo mes.
El 23 de julio, el mismo día del lanzamiento del disco, Walmart Soundcheck publicó una entrevista con la intérprete, donde cantó «Come & Get It» junto a otros de sus álbumes anteriores con Selena Gomez & the Scene, como «Hit the Lights», «Who Says», «Love You like a Love Song» y «Naturally». El 25 de julio, cantó en la serie de conciertos iHeartRadio Coca-Cola Summer temas como «Save the Day», «Birthday», «Love You like a Love Song», «Come & Get It» y «Slow Down». Al día siguiente, interpretó «Come & Get It», «Birthday», «Slow Down» y «Love You like a Love Song» en el programa matutino Good Morning America, con unos pantalones holgados de cuero y una blusa negra de manga larga. El mismo día, cantó «Slow Down» en el programa Live with Kelly & Michael. El 17 de octubre interpretó el tema en el programa The View. Al día siguiente lo cantó en el programa nocturno The Late Show with David Letterman, en Nueva York. El 7 de noviembre cantó «Slow Down» en el programa estadounidense The X Factor. Sin embargo, su presentación salió al aire a la semana siguiente, el 14 de noviembre. El 28 de noviembre, día de Gracias, cantó los dos primeros sencillos y «Like a Champion» en el show de medio tiempo del juego de fútbol americano de los Dallas Cowboys. Gomez presentó «Undercover» y «Come & Get It» en el festival navideño Jingle Ball de 2013, sin embargo su presentación se vio interrumpida por problemas técnicos, por lo que abandonó el escenario.

## Otras canciones
A pesar de no ser lanzadas como sencillos, otras canciones del álbum ingresaron a algunas listas de popularidad. «Birthday» alcanzó el puesto número doce en la lista Bubbling Under Hot 100, que registra las canciones que se ubicaron por debajo del número 100 de la lista Billboard Hot 100. Asimismo, ganó un premio por mejor canción bailable en los Radio Disney Music Awards de 2014. Por otro lado, el tema que titula al álbum llegó a la posición número 102 en Francia. A continuación, una lista de las posiciones que tuvieron en algunos conteos:
| Canción       | Posiciones | Posiciones |
| Canción       | EUA        | FR         |
| ------------- | ---------- | ---------- |
| «Birthday»    | 112        | —          |
| «Stars Dance» | —          | 102        |

## Lista de canciones
- Edición estándar

| Stars Dance |                      | |          |  |
| N.º         | Título               | Escritor(es)                                                                                          | Duración |  |
| 1.          | «Birthday»           | Jacob Kasher Hindlin, Mike Del Rio y Crista Russo                                                     | 3:20     |  |
| 2.          | «Slow Down»          | Lindy Robbins, Julia Michaels, Niles Hollowell-Dhar, David Kuncio y Freddy Wexler                     | 3:30     |  |
| 3.          | «Stars Dance»        | Antonina Armato, Tim James y Adam Schmalholz                                                          | 3:37     |  |
| 4.          | «Like a Champion»    | Leah Haywood, Dan James, Mark Myrie, Bebe Rexha, Leroy Sibbles y Peter Thomas                         | 2:55     |  |
| 5.          | «Come & Get It»      | Ester Dean, Mikkel S. Eriksen y Tor Erik Hermansen                                                    | 3:51     |  |
| 6.          | «Forget Forever»     | Jason Evigan, Clarence Coffee Jr., Alexander Izquierdo, Jordan Johnson, Stefan Johnson y Marcus Lomax | 4:11     |  |
| 7.          | «Save the Day»       | Mitch Allan, Jason Evigan y Livvi Franc                                                               | 3:52     |  |
| 8.          | «B.E.A.T.»           | Freddy Wexler, Jai Marlon y Heather Jeanette Miley                                                    | 3:04     |  |
| 9.          | «Write Your Name»    | Arnthor Birgisson, Leah Haywood y Daniel James                                                        | 3:16     |  |
| 10.         | «Undercover»         | Lindy Robbins, Julia Michaels, Niles Hollowell-Dhar y Rome Ramirez                                    | 3:53     |  |
| 11.         | «Love Will Remember» | Antonina Armato, J. Schmugge, Desmond Child, David Jost y Tim James                                   | 3:31     |  |
| 39:01       |                      | |          |  |

- Bonus tracks internacionales/edición de iTunes

| Stars Dance — Edición de iTunes |                           |                                                           |          |  |
| N.º                             | Título                    | Escritor(es)                                              | Duración |  |
| 12.                             | «Nobody Does It Like You» | Selena Gomez, Toby Gad y Lindy Robbins                    | 3:56     |  |
| 13.                             | «Music Feels Better»      | Selena Gomez, Leah Haywood, Daniel James y Jeremy Coleman | 3:10     |  |
| 46:10                           |                           |                                                           |          |  |

- Edición de lujo internacional/edición de Target

| Stars Dance — Edición de lujo internacional |                      | |          |  |
| N.º                                         | Título               | Escritor(es)                                                                                         | Duración |  |
| 14.                                         | «Lover in Me»        | Selena Gomez, Daniel James, Leah Haywood, Brian Lee y Stuart Crichton                                | 3:27     |  |
| 15.                                         | «I Like It That Way» | Joshua Coleman, Jacob Kasher Hindlin, Rickard Göransson, Fransisca Hall y Alexander Castillo Vasquez | 4:11     |  |
| 53:48                                       |                      | |          |  |

- Bonus track de Amazon.com

| Stars Dance — Bonus track de Amazon.com |                                        |                                           |          |  |
| N.º                                     | Título                                 | Escritor(es)                              | Duración |  |
| 14.                                     | «Come & Get It (DJ Laszlo Club Remix)» | Ester Dean, M.S. Eriksen y T.E. Hermansen | 7:42     |  |
| 53:52                                   |                                        |                                           |          |  |

- Edición de lujo — DVD exclusivo de Walmart

| Stars Dance — Edición de lujo — DVD exclusivo de Walmart |                                       |          |  |
| N.º                                                      | Título                                | Duración |  |
| 1.                                                       | «Hit the Lights (en vivo)»            | 3:25     |  |
| 2.                                                       | «Who Says (en vivo)»                  | 3:21     |  |
| 3.                                                       | «Love You like a Love Song (en vivo)» | 3:41     |  |
| 4.                                                       | «Come & Get It (en vivo)»             | 3:50     |  |
| 5.                                                       | «Naturally (en vivo)»                 | 3:15     |  |

## Posicionamiento en listas

### Semanales
| País              | Lista                               | Mejor posición |
| 2013              | 2013                                | 2013           |
| ----------------- | ----------------------------------- | -------------- |
| Alemania          | German Albums Chart                 | 4              |
| Australia         | Australian Albums Chart             | 8              |
| Austria           | Austrian Albums Chart               | 6              |
| Bélgica (Flandes) | Ultratop 200 Albums                 | 5              |
| Bélgica (Valona)  | Ultratop 200 Albums                 | 10             |
| Brasil            | Brazil Albums                       | 7              |
| Canadá            | Canadian Albums                     | 1              |
| Croacia           | Croatian International Albums Chart | 3              |
| Dinamarca         | Danish Albums Chart                 | 2              |
| Escocia           | Scottish Albums Chart               | 13             |
| España            | Spanish Albums Chart                | 4              |
| Estados Unidos    | Billboard 200                       | 1              |
| Estados Unidos    | Digital Albums                      | 1              |
| Finlandia         | Finnish Albums Chart                | 17             |
| Francia           | French Albums Chart                 | 8              |
| Grecia            | Greek Albums Chart                  | 19             |
| Hungría           | Hungarian Albums Chart              | 16             |
| Irlanda           | Irish Albums Chart                  | 9              |
| Italia            | Italian Albums Chart                | 4              |
| Japón             | Japanese Albums Chart               | 81             |
| México            | Mexican Albums Chart                | 1              |
| Noruega           | Norwegian Albums Chart              | 1              |
| Nueva Zelanda     | New Zealand Albums Chart            | 5              |
| Países Bajos      | Dutch Albums Top 100                | 10             |
| Polonia           | Polish Albums Chart                 | 1              |
| Portugal          | Portuguese Albums Chart             | 2              |
| Reino Unido       | UK Albums Chart                     | 14             |
| República Checa   | Czech Albums Chart                  | 18             |
| Suecia            | Swedish Albums Chart                | 46             |
| Suiza             | Swiss Albums Chart                  | 6              |
| Taiwán            | Taiwanese Albums Chart              | 1              |

#### Sucesión en listas
| Predecesor: Magna Carta... Holy Grail de Jay Z                       | Canadian Albums — Álbum número uno 10 de agosto de 2013 — 17 de agosto de 2013      | Sucesor: Blurred Lines de Robin Thicke |
| Predecesor: Magna Carta... Holy Grail de Jay Z                       | Billboard 200 — Álbum número uno 10 de agosto de 2013 — 17 de agosto de 2013        | Sucesor: Blurred Lines de Robin Thicke |
| Predecesores: Magna Carta... Holy Grail de Jay Z                     | Digital Albums — Álbum número uno 10 de agosto de 2013 — 17 de agosto de 2013       | Sucesor: Blurred Lines de Robin Thicke |
| Predecesores: Electric de Pet Shop Boys                              | Norwegian Albums Chart — Álbum número uno Semana 31 de 2013 — Semana 32 de 2013     | Sucesor: Ausekarane de Farande fant    |
| Predecesores: Champion Full Chance: Pride dance debut de Anthologies | Taiwanese Albums Chart — Álbum número uno 2 de agosto de 2013 — 9 de agosto de 2013 | Sucesor: Biophilia de Björk            |

### Mensuales
| País      | Lista                  | Mejor posición |
| 2013      | 2013                   | 2013           |
| --------- | ---------------------- | -------------- |
| Argentina | Argentina Albums Chart | 5              |

### Anuales
| \| País \| Lista \| Mejor posición \| \| 2013 \| 2013 \| 2013 \| \| ----------------- \| ------------------------- \| -------------- \| \| Bélgica (Flandes) \| Ultratop 50[171] \| 62 \| \| Bélgica (Valona) \| Ultratop 40[172] \| 76 \| \| Canadá \| Canadian Albums[173] \| 42 \| \| Estados Unidos \| Billboard 200[174] \| 101 \| \| Francia \| French Albums Chart[175] \| 148 \| \| México \| Mexican Albums Chart[176] \| 85 \| |                      |                |
| País | Lista                | Mejor posición |
| 2013 |                      |                |
| Bélgica (Flandes) | Ultratop 50          | 62             |
| Bélgica (Valona) | Ultratop 40          | 76             |
| Canadá | Canadian Albums      | 42             |
| Estados Unidos | Billboard 200        | 101            |
| Francia | French Albums Chart  | 148            |
| México | Mexican Albums Chart | 85             |

## Certificaciones
| Territorio | Organismo certificador | Certificación | Ventas certificadas | Simbolización | Ref.    |
| ---------- | ---------------------- | ------------- | ------------------- | ------------- | ------- |
| Argentina  | CAPIF                  | Oro           | 20 000              | ●             | [ 177 ] |
| Brasil     | ABPD                   | Oro           | 20 000              | ●             | [ 178 ] |
| Canadá     | CRIA                   | Oro           | 40 000              | ●             | [ 100 ] |
| Colombia   | ASINCOL                | Oro           | 5 000               | ●             | [ 179 ] |
| México     | AMPROFON               | Platino       | 60 000              | ▲             | [ 180 ] |
| Portugal   | AFP                    | Platino       | 15 000              | ▲             | [ 109 ] |

## Créditos y personal
| - Mitch Allan: Compositor y productor. - Antonina Armato: Compositora. - Matt Beckley: Productor vocal. - Arnthor Birgisson: Compositor. - Tim Blacksmith: Productor ejecutivo. - Dan Book: Productor vocal. - The Cataracs: Productor. - Desmond Child: Compositor. - Mr. Clarke: Ingeniería. - Clarence Coffee, Jr.: Compositor. - Adam Comstock: Ingeniería. - Danny D.: Productor ejecutivo. - Ester Dean: Compositor, productor vocal. - Mike Del Rio: Compositor, productor, programación y coros. - Aubry "Big Juice" Delaine: Ingeniería. - Dreamlab: Productor, ingeniería vocal y productor vocal. - Dubkiller: Producción adicional. - Aaron Dudley: Guitarra. - Rob Ellmore: Asistente de ingeniería. - M.S. Eriksen: Compositor. - Mikkel S. Eriksen: Ingeniería e instrumentación. - Jason Evigan: Compositor y productor. - Livvi Franc: Compositor y coros de fondo. - Simon French: Asistente de ingeniería y asistente de estudio. - Chris Gehringer: Masterización. - Serban Ghenea: Mezclas. - Daniel Glashausser: Ingeniería. - Selena Gomez: Artista principal. - Steve Hammons: Producción adicional, ingeniería e ingeniería de mezclas. - John Hanes: Ingeniería. - Leah Haywood: Compositor. - Jeri Heiden: Dirección de arte. - T.E. Hermansen: Compositor. - Tor Erik Hermansen: Instrumentación. - Jacob Kasher Hindlin: Compositor. - Niles Hollowell-Dhar: Compositor y productor vocal. - Alexander Izquierdo: Compositor. - Dan James: Compositor. - Daniel James: Compositor. - Tim James: Compositor. | - Jordan Johnson: Compositor. - Stefan Johnson: Compositor. - David Jost: Compositor. - Dave Kuncio: Compositor y productor. - Marcus Lomax: Compositor. - Jai Marlon: Compositor y productor. - Julia Michaels: Compositora. - Heather Miley: Compositora. - The Monsters: Productores. - Mark Myrie: Compositor. - Ian Nicol: Asistente. - Joe Pringle: Asistente de estudio. - Joseph Pringle: Asistente de ingeniería. - Rome Ramirez: Compositor y guitarra. - Partha Ray: Programador de batería. - Bebe Rexha: Compositor. - Daniela Rivera: Ingeniería y asistente de ingeniería. - Lindy Robbins: Compositora. - Rock Mafia: Guitarra, mezclas, percusión, piano, productor, coros de fondo. - Crista Russo: Compositora, coros de fondo. - Adam Schmalholz: Compositor. - Jonathan Sher: Ingeniería. - Leroy Sibbles: Compositor. - Dave Snow: Director de creación. - Stargate: Productor. - Nick Steinhardt: Diseño. - Cameron Stone: Chelo. - Strangerz: Productores. - Suspex: Productor. - Phil Tan: Mezclas. - Brian Teefey: Administración. - Mandy Teefey: Administración. - Peter Thomas: Compositor y productor. - Diego Uchitel: Fotografía. - Jorge Velasco: Asistente de ingeniería. - Mio Vukovic: A&R. - Miles Walker: Ingeniería. - Freddy Wexler: Compositor, productor, productor vocal y coros. - Lincoln Wheeler: Marketing. - Sarah Yeo: A&R. |

Nota: Créditos adaptados a la edición estándar del álbum.